# Rotterdamsche Handelsvereeniging

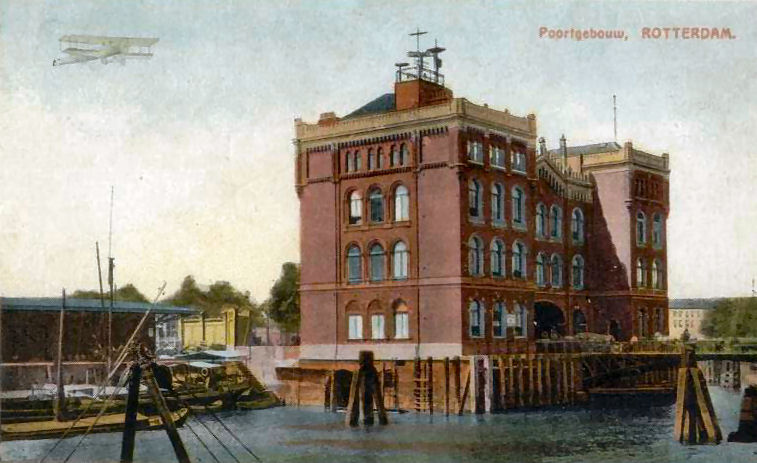
Het Poortgebouw, het oude hoofdkantoor van de RHV. Prentkaart uit 1915.

De Rotterdamsche Handelsvereeniging (RHV) was een particulier havenbedrijf, en was tussen 1872 en 1882 actief in Rotterdam. De RHV is in 1872 opgericht door Lodewijk Pincoffs, voor de ontwikkeling en exploitatie van nieuwe havens op het eiland Feijenoord ten zuiden van Rotterdam. Ook investeerde de RHV in andere Rotterdamse havenondernemingen, zoals de NASM. In 1879 openden de havenfaciliteiten van de RHV. Eerder dat jaar bleek Pincoffs grootschalig gefraudeerd te hebben met de boekhouding. Hij ontvluchtte Nederland en liet een miljoenenschuld achter. Ook de havenexploitatie was verliesgevend, de RHV-havens en -opslagloodsen werd te weinig gebruikt. In 1882 verkocht de RHV haar havenbezittingen aan de gemeente. 

## Geschiedenis

#### Achtergrond en oprichting RHV
In de jaren 1850 was de laatste vrije uitbreidingsruimte op de Rotterdamse noordelijke Maasoever opgebruikt voor nieuwe havens. Maar het tekort aan ligplaatsen en opslagruimte bleef groot. De volgende stap was havenuitbreiding op de zuidelijke linker Maasoever. In 1863 nam de gemeenteraad het principebesluit voor stads- en havenuitbreiding op het eiland Feijenoord. In 1869 nam de gemeenteraad een aangepast uitbreidingsplan aan, nu met een spoorverbinding over de Nieuwe Maas. De financiering voor het nieuwe plan kwam echter niet rond. Directeur Gemeentewerken Van der Tak begrootte 8,8 miljoen gulden voor de aanleg van nieuwe havens op Feijenoord. Dat was bijna 6 miljoen gulden meer dan het beschikbare bedrag.
In 1872 richt Lodewijk Pincoffs de Rotterdamsche Handelsvereeniging (RHV) op, met zichzelf als president-directeur. Pincoffs heeft hierin steun van verschillende particuliere investeerders. Doel van de RHV het voeren en aanjagen van handel en ondernemen, specifiek in Rotterdam. Het ontwikkelen en exploiteren van nieuwe havens op Feijenoord is de belangrijkste focus.

#### Overeenkomst met de gemeente
De RHV kreeg in 1873 voor de havenaanleg gronden in erfpacht van de gemeente Rotterdam. Ten behoeve van de noodzakelijke complementaire woningbouw kreeg de Handelsvereeniging van de gemeente tegen betaling grond in eigendom.
Door de Rijksoverheid werd ten behoeve van de Maatschappij tot Exploitatie van Staatsspoorwegen de Spoorweghaven aangelegd.

#### Bouw havenfaciliteiten op Feijenoord
De Binnenhaven en Entrepothaven, havens die zeer geschikt waren voor stukgoed, werden aangelegd. Het Entrepotgebouw bestemd voor douanevrije opslag werd gebouwd, en ook het Poortgebouw bestemd als hoofdkantoor van de RHV werd gebouwd.  

#### Problemen
In 1879 kwam aan het licht dat Pincoffs geld van de RHV had aangewend om zijn Afrikaansche Handelsvereeniging in leven te houden, wat mislukte, zodat de Afrikaansche Handelsvereeniging failliet ging. Pincoffs vluchtte in mei naar Amerika, de RHV met enorme schulden achterlatend.
Ook de havenexploitatie is verliesgevend. Het havencomplex wordt weinig gebruikt, door verschillende redenen:
- Het kadegeld dat door de RHV van de schepen voor het ligplaats nemen aan de kades geheven werd. Dit kwam bovenop de havengelden van de gemeente. Schepen moesten hierdoor dubbel betalen, terwijl aanmeren en lossen op de rivier gratis was.
- De RHV-havens zijn gericht op opslag en verwerking van stukgoed, terwijl juist de snelle transito-overslag van massagoed de grootste groei doormaakt.
- De toegang tot de RHV-havens is ingeperkt en bemoeilijkt door de Binnenhavenbrug en door de loodrechte hoek op de Koningshaven.
- De groei van de Rotterdamse overslag neemt meer tijd in dan verwacht. Deels door de slechte bevaarbaarheid van de Nieuwe Waterweg door dichtslibbing. En deels door de economische depressie van 1873-1896.

In de eerste jaren waren de RHV-haven geregeld bijna leeg, terwijl de rivier en stadshavens overvol met schepen waren.

#### Verkoop en opvolgers RHV
Mede door het verlies dat zij door de handelwijze van Pincoffs hadden geleden zagen de aandeelhouders van de RHV een toekomstige rendabele exploitatie van de Handelsinrichtingen niet meer zitten. Daarom besloten zij de Handelsinrichtingen aan de gemeente te koop aan te bieden. De gemeente verkreeg hierdoor in 1882 voor ca. 4 miljoen gulden een havencomplex waarin door de RHV inmiddels ca. 13 miljoen gulden geïnvesteerd was.
Voor beheer en verhuur van de Feijenoordse havens richtte de gemeente de Gemeentelijke Handelsinrichtingen op, een voorganger van het Havenbedrijf Rotterdam. Het onverkochte bouwland van de RHV kwam in bezit van de Maatschappij tot Verkoop en Bebouwing van Gronden op Feijenoord.